# أل شو (لاعب كرة قاعدة)
أل شو (بالإنجليزية: Al Shaw) هو لاعب كرة قاعدة أمريكي، ولد في 22 مايو 1873 في بورسلم في المملكة المتحدة، وتوفي في 25 مارس 1958 في يوهريتشسفيل في الولايات المتحدة.

## وصلات خارجية
- أل شو (لاعب كرة قاعدة) على موقعبيزبول رفرنس.كوم (الدوري الرئيسي) (الإنجليزية)
- أل شو (لاعب كرة قاعدة) على موقعبيزبول رفرنس.كوم (الدوري الثانوي) (الإنجليزية)